# 허석 (1964년)
허석(許錫, 1964년 9월 30일~)은 대한민국의 정치인이다. 민선 7기 전라남도 순천시장을 역임하였다.

## 학력
- 순천남초등학교 졸업 63회
- 순천이수중학교 졸업 6회
- 순천고등학교 졸업 31회
- 서울대학교 경제학 학사

## 경력
- 순천시민의 신문 대표
- 국가균형발전위원회 전문위원
- 광주고등법원 민사가사 조정위원
- 새벽을 여는 노동문제연구소 소장
- 2017.04~2017.05: 제19대 대통령선거 더불어민주당 문재인후보 전라남도 선거대책위원회 공동위원장
- 한국설화연구소 소장
- 2018.07~2022.06: 민선 7기 전라남도 순천시장(초선)

## 사기
2001년 순천시민의신문을 창간한 허 시장은 지역신문발전기금 제도가 시행되던 2006~2011년 신문사 프리랜서 전문가, 인턴기자의 인건비 등의 명목으로 정부지원금 1억 6천만 원을 받아 운영비로 전용한 혐의(사기)로 2019년 7월 23일 불구속 기소되었다. 2021년 2월 15일 광주지법 순천지원에서 열린 1심에서 징역 10개월, 집행유예 2년의 직위상실형이 선고되었다. 2022년 1월 25일 광주지법에서 열린 2심에서 벌금 2천만 원으로 감형되어 직위상실형을 피하였다.
2022년 1월 25일 사기 혐의로 벌금 2천만원을 선고한 형이 확정되었다.

## 역대 선거 결과
|  | 40.91% |

|  | 62.65% |